# Preore
Preore là một đô thị ở tỉnh Trento ở vùng Trentino-Alto Adige/Südtirol của Ý, tọa lạc cách 25 km về phía tây của Trento. Tại thời điểm ngày 31 tháng 12 năm 2004, đô thị này có dân số 395 người và diện tích là 4,4 km².
Preore giáp các đô thị: Ragoli, Montagne, Villa Rendena, Tione di Trento, Bolbeno và Zuclo.